# Pol Debaise
Pol Debaise (Binche, 1906 – Ukkel/Brussel, 1986) was een Belgisch graficus.
Hij was een van de belangrijkste Belgische publicitaire grafici van de late jaren ’40 tot ’60. Hij gebruikte ook het pseudoniem Podebaise of de initialen pd. Tot zijn belangrijkste opdrachtgevers behoorden de warenhuisketen Delhaize, Shell, bierbrouwer Stella Artois, Petrofina, jeneverstokerij Gerbor, jeneverstokerij Hertekamp uit Schiedam, optiek Bausch and Lomb.  
Hij leverde de affiche voor de "Exposition Industries Graphiques et le Livre" (1948) en affiches voor de politieke partij CVP voor de wetgevende verkiezingen van 1946. Veel van zijn publicitair drukwerk werd gedrukt door Affiches Marci in Brussel.